# Valentinit
A valentinit (Sb2O3) az oxidásványok közé tartozó ásvány. Az antimon-trioxid egyik természetben előforduló ásványa. Az ásványt Basilius Valentinus 15. századi alkimistáról nevezték el. A 18. század végén fedezték fel a franciaországi Allemont mellett. Típuslelőhelye a csehországi Příbram.

## Jellemzői
A valentinit rombos rendszerben kristályosodik. Néha szépen fejlett kristályos csoportokban, de többnyire azonban kivirágzásként, sugaras, nyalábos, kérges, szemcsés bevonatokban képződik az antimoniton. Kitűnően hasad a 010 kristálysík szerint, gyémántfényű, általában színtelen.

## Előfordulása
Antimontartalmú érceken néha nagyobb mennyiségben keletkezik. Számos lelőhelye közül megemlíthetők: Příbram (Csehország), Felsőbánya (Románia), Freiberg (Németország), Dauphiné (Franciaország).